# Качка смугаста
Качка смугаста (Salvadorina waigiuensis) — вид гусеподібних птахів родини качкових (Anatidae). Ендемік Нової Гвінеї. Це єдиний представник монотипового роду Смугаста качка (Salvadorina), названого на честь італійського орнітолога Томмазо Сальвадорі.

## Опис
Довжина птаха становить 38—43 см, розмах крил 56—71 см, вага 342 г. Самці є дещо більшими за самців. Голова темно-коричнева, тіла темно-коричневе, поцятковане білими смугами. Дзьоб жовтий, лапи оранжеві.

## Поширення і екологія
Смугасті качки мешкають в горах Нової Гвінеї, на берегах стрімких гірських річок і струмків, іноді на берегах стоячих озер. Зустрічаються на висоті від 500 до 4000 м над рівнем моря. Живляться рослинністю і комахами, можливо також дрібною рибою. Вони збирають їжу на поверхні води й пірнають за нею. Гніздування припадає на сухий сезон. В кладці від 2 до 4 яєць.